# Smilax aristolochiifolia
Espèce
Smilax aristolochiifolia est une espèce de plante à fleur de la famille des Smilacaceae. Elle est couramment dénommée Mexican sarsaparilla. C'est une espèce originaire du Mexique et d'Amérique centrale,. Il est largement utilisé en médecine traditionnelle pour traiter de nombreux symptômes.

## Description
La salsepareille est une plante grimpante ligneuse vivace avec des vrilles, des branches fines et des feuilles ovales étendues qui pousse à une hauteur de 4 à 5 mètres,. Ses feuilles, semblables à du papier, sont pennées, veinées, coriaces et alternes
,,. La largeur des feuilles varie de 10 à 30 cm et la longueur des pétioles est d'environ 5 cm. Il est connu pour ses petites baies rouges avec 2 ou 3 graines et ses petites fleurs vertes,. Les fleurs sont radialement symétriques, dioïques et ont une inflorescence en ombelle de 12 fleurs,,. Les baies sont produites à l'automne ou à la fin de l'été et restent intactes tout au long de l'hiver ce qui permet aux animaux et aux oiseaux de s'en nourrir. La pollinisation a donc lieu lorsque les graines indemnes sont retrouvées dans les excréments. La surface de la tige est lisse ; elle est également courbée et présente des épines au niveau des articulations,. Les racines poilues de la salsepareille sont fibreuses et peuvent présenter quelques radicelles,. Elles ont une surface rigide et sont profondément enracinées. Elles poussent de 2 à 2,5 mètres,. La couleur des racines va du gris brunâtre au noir.
La salsepareille est une plante persistante ; même lorsque la plupart des racines sont coupées de la tige, des racines pousseront quelques années plus tard, mais elles seront plus minces et moins riches en amidon.

## Habitat
La salsepareille est fréquente dans les zones boisées car elle utilise ses vrilles pour grimper aux arbres. Elle est largement répandue dans les zones tempérées, marécageuses et chaudes. La salsepareille se trouve également à haute altitude ; à Nuevo León, au Mexique, elle se trouve à une altitude de 1 760 mètres, à Oaxaca à 100 mètres, à Hacienda San José, Santa Ana entre 850 et 1 100 mètres.

## Répartitiontion
Smilax aristolochiifolia est originaire du Mexique et de l'Amérique centrale. La salsepareille est originaire de la région de la Mésoamérique, en particulier du Belize, du Salvador et du Guatemala. En Amérique du Nord, la salsepareille est originaire du sud du Mexique et se trouve principalement dans les États de Tabasco, Veracruz, Yucatan, Nuevo León, Puebla, Oaxaca, et Quintana Roo. Au Salvador, la salsepareille est localisée à Hacienda San José, Santa Ana.

## Utilisations

### Alimentation
Ses racines sont extraites pour être utilisées dans l'aromatisation des boissons, des desserts laitiers, des produits de boulangerie et des bonbons. La salsepareille était autrefois un ingrédient principal pour aromatiser la bière de racine. Cependant, le goût de l'extrait de racine lui-même est doux et amer.

### Médicinale
La racine de Smilax aristolochiifolia a de nombreuses utilisations médicinales. En médecine traditionnelle, elle est utilisée pour traiter la  lèpre, le cancer, le psoriasis et les rhumatismes. Il est également utilisé comme tonique pour l'anémie et les maladies de la peau. Il aurait des effets anti-inflammatoires, testostéroniques, aphrodisiaques et progestatifs,. C'est pourquoi les racines de salsepareille sont souvent présentées comme un rajeunisseur masculin. En outre, certains adeptes de la gymnastique l'utilisent pour développer la masse corporelle maigre. On pense également qu'il améliore la digestion et stimule l'appétit. Les indigènes de Nouvelle-Guinée utilisent la tige de la salsepareille pour soigner les maux de dents. Cependant, les effets médicinaux de la salsepareille ne sont pas prouvés scientifiquement et, à doses excessives, elle peut être nocive.

## Produits chimiques actifs

Schéma de la sarsaparilloside

Les racines de la salsepareille contiennent des saponines qui sont utilisées pour synthétiser la cortisone et d'autres stéroïdes. Les saponines sont connues pour aider l'organisme à absorber plus efficacement d'autres médicaments. Cependant, il s'agit de stéroïdes végétaux et l'on pense qu'ils ne peuvent pas être absorbés ou utilisés par le corps humain. Elle contient également des acides organiques, des flavonoïdes, du sitostérol et du stigmastérol. Les principales substances chimiques de la salsepareille sont l'acétyl-parigénine, l'astilbine, le bêta-sitostérol, les acides caféoyl-shikimiques, la dihydroquercétine, la diosgénine, l'engeletin, les huiles essentielles, l'epsilon-sitostérol, l'eucryphine et le stigmastérol, huiles essentielles, epsilon-sitostérol, eucryphine, eurryphine, acide férulique, glucopyranosides, isoastilbin, isoengetitin, kaempférol, parigenin, parilline, pollinastanol, resvératrol, rhamnose, saponine, sarasaponine, sarsaparilloside, sarsaponine, sarsasapogénine, acide shikimique, sitostérol-d-glucoside, smilagénine, smilasaponine, saponines A-C du smilax, smiglaside A-E, smitilbin, stigmastérol, taxifoline et titogenin.

## Nom
Elle est également connue sous les noms de  Smilax medica et  Smilax aristolochiaefolia,. Les noms communs espagnols comprennent zarzaparrilla, cocolmeca et alambrilla.[citation nécessaire]. Le nom de la salsepareille signifie « petite vigne buissonnante », à partir des mots espagnols zarza (ronce ou buisson), parra (vigne), et illa (petite).

## Systématique
Le nom correct complet (avec auteur) de ce taxon est Smilax aristolochiifolia Mill..
Smilax aristolochiifolia a pour synonymes :
- Smilax kerberi F.W.Apt
- Smilax medica var. bracteata A.DC.
- Smilax medica Schltdl. & Cham.